# مسعفو البرية الأوليون
مسعفيّ البرية الأوليون (بالإنجليزية: Wilderness first responders)‏، هم أشخاص مدربون للاستجابة لحالات الطوارئ والقيام بالإسعافات الأولية في الأماكن النائية. وهم جزء من كيان واسع من مقدمي الخدمات الطبية البرية واللذين يتعاملون مع حالات الطوارئ التي تحدث في الأماكن البرية.

## التاريخ
في نهاية القرن التاسع عشر بدأت بعض المنظمات المتطوِعة مثل منظمة القديس جون الإسعافية (St. John Ambulance Organization) بتدريس مبادئ الإسعافات الأولية في مواقع التنجيم وبالقرب من مراكز السكك الحديدية. وفي بداية القرن العشرين، برزت منظمات أخرى كمنظمة فتيان الكشافة (Boy Scout) والصليب الأحمر الأمريكي (American Red Cross) وبدأت بتعليم مبادئ الإسعافات الأولية لعامة الناس. وعلى مدى سنين قامت هذه المنظمات بتدريب ما يقارب مئات الالآف من الناس لتوفير المساعدة الطبية الأولية لحين وصول الرعاية الطبية المتخصصة.
كان التدريب في هذه المجالات على افتراض أن الخدمات الصحية المتخصصة كانت على مقربة وتتوفر بسرعة. لاحقا لوحظ أن هذا التدريب رغم أهميته يجب مراجعته أو استبداله ليتعامل مع الأوقات الممتدة والمصادر المحدودة عند حدوث أزمة طبية في المناطق النائية والبرية. وفي عام 1950 بدأت منظمات مثل منظمة الجبليين (The Mountaineers) بتطوير برامج تدريبية لتدعيم هذه الاحتياجات.
في عام 1966 قامت حكومة الولايات المتحدة عن طريق قانون سلامة المرور والمركبات التي أعطت وزارة النقل المسؤولية لابتكار نظام إدارة الطوارئ الوطني (Emergency Management System) ومن هذا البرنامج جاء منهج موحد لمنصب فني الطوارئ الطبية.
قام مدير التجهيزات الطبية البرية بتعليم أول دورة له في قرية قليلة السكان للأشخاص المسؤولين عن تعليم دوريات التزلج في جامعة ولاية كولارادو في عام 1967. وكانت أول دورة لتعليم الإسعافات الطبية البرية في عام 1976 وذلك لمساعدة فنييّ الطوارئ الطبية في ولاية كولارادو الأمريكية كي يسّخروا مهاراتهم ومعرفتهم في مساعدة فرق البحث والإنقاذ. وبحلول عام 1977 قامت منظمات مثل منظمة ستونهارث لفرص التعليم المفتوح (SOLO) بعرض تدريبات خاصة بالإسعافات الأولية للمدربين.
وفي هذه الأثناء قام نظام إدارة الطوارئ الخاص بوزارة النقل الأمريكية باستيعاب حاجتهم لتطوير منهج تدريب للمسعفين الأوليين مثل قائدي شاحنات الإطفاء ورجال الشرطة ورجال الإطفاء والذي بإمكانهم المساعدة أثناء الأجزاء الأولى من «الساعة الذهبية» لإنقاذ حياة المصاب لحين وصول سيارة الإسعاف بالإمدادات الطبية اللازمة لإنقاذ حياة المريض. في عام 1984 قامت منظمة ستونهارث لفرص التعليم المفتوح (SOLO) بتطوير وتعليم أول دورة لتعليم المسعفين الأوليين البريين وكان الهدف من ابتكار هذه الدورة هو توفير حراس وقادة بريين ومرشدين لديهم المعلومات الكافية لتوفير الرعاية اللازمة عند حدوث الأزمات في البرية. في عام 1985 قامت هذه المنظمة بتوفير برنامج التدريب للمسعفين الأوليين البريين ليشمل مدربي منظمة التعليم البري في فلوريدا.
وفي يومنا الحاضر شهادة الإسعاف الأولي البري غالباً ما تكون مطلب مسبق لشغل أي منصب يتضمن العمل في البرية وبإمكان الطلاب أن يحصلوا على المؤهل من العديد من المراكز المعتمدة وطنياً.

## وصف
المسعف الأولي البري شخص مدرب ليتعامل مع العديد من المواقف التي قد يصادفها في البرية. وهذا التدريب يستهدف بشكل خاص العامة من الناس بغض النظر عن كمية المعلومات الطبية التي يملكونها وبالرغم من هذا فلديهم المعرفة الكاملة لبعض الجوانب الأخرى المختلفة مثل حراس الغابات والمنتزهات ومدربي التسلق والمرشدين.
وزارة النقل الأمريكية تعرف برنامج "المستجيبين الطبيين الأوليين" بأنه برنامج تدربي يستغرق 60 ساعة تعليمية ويركز على الطوارئ الطبية المعاصرة بينما نظيره برنامج "المسعفين الأوليين البريين" عادة يتضمن 80 ساعة من التدريب والتعليم ويغطي أغلبية ما يجري تعليمه في برنامج المستجيبين الطبيين الأوليين مع زيادة فارق الساعات المبذولة والمركزة في المحتوى البري. يركز برنامج المسعفين الأوليين البريين على تعليم المتدربين على تقييم الوضع والارتجال في إيجاد الحلول باستخدام الموارد الحالية المتوفرة لجعل حالة المصاب مستقرة لحين توفر الرعاية الطبية اللازمة. وفي العديد من البرامج التعليمية يشجع المنتسبون للبرنامج لتطوير مهارة التفكير وتسجيل تقييمهم وقراراتهم وخططهم لحالة المصاب عن طريق استخدام طريقة كتابة السجلات الطبية (SOAP Note) وتتضمن المواضيع البرامج التالية (ولكنها ليست محددة لها):
- دورات الإسعافات الأولية
- الاستجابة لنتائج الإصابة
- إدارة أعراض وعلامات ضعف الدورة الدموية.
- إدارة إصابات الأنسجة اللينة مثل الحروق أو الجروح.
- إدارة إصابات العظام والمفاصل مثل الكسور والالتواء، والسلالات والخلع.
- إدارة إصابات الرأس والعمود الفقري.
- الاستجابة لظهور الأمراض المفاجئة.
- التخطيط ونتفيذ عمليات النقل والإخلاء الطبية.